# Paweł Dawidowicz
Pour les articles homonymes, voir Dawidowicz.
Paweł Marek Dawidowicz, abrégé Paweł Dawidowicz, né le 20 mai 1995 à Olsztyn, est un footballeur international polonais. Il évolue au poste de défenseur central au Hellas Vérone.

## Carrière

### En club
Paweł Dawidowicz signe un contrat de cinq ans en faveur du Benfica Lisbonne lors de l'été 2014. Il débute néanmoins avec l'équipe réserve, en deuxième division.
Durant le mercato d'été 2016, il est prêté un an avec option d'achat au VfL Bochum.
Le 4 août 2018, il est prêté avec option d'achat obligatoire au Hellas Vérone, tout juste relégué en Serie B (deuxième division italienne).

### En sélection
Il débute sous le maillot de l'équipe de Pologne le 17 novembre 2015 lors d'un match amical contre la Tchéquie. 
Il est retenu par le sélectionneur Paulo Sousa pour disputer l'Euro 2020
Le 8 juin 2024, il figure dans la liste des 26 joueurs polonais retenus par Michał Probierz pour participer à l'Euro 2024.  

## Statistiques
| Saison                | Club                  | Championnat           | Championnat | Championnat | Coupe(s) nationale(s) | Coupe(s) nationale(s) | Pologne | Pologne | Total | Total |
| Saison                | Club                  | Division              | M.          | B.          | M.                    | B.                    | M.      | B.      | M.    | B.    |
| 2012-2013             | Lechia Gdańsk         | Ekstraklasa           | 2           | 0           | 0                     | 0                     | -       | -       | 2     | 0     |
| 2013-2014             | Lechia Gdańsk         | Ekstraklasa           | 32          | 1           | 2                     | 0                     | -       | -       | 34    | 1     |
| Sous-total            | Sous-total            | Sous-total            | 34          | 1           | 2                     | 0                     | -       | -       | 36    | 1     |
| 2014-2015             | Benfica Lisbonne B    | Liga Vitalis          | 29          | 1           | -                     | -                     | -       | -       | 29    | 1     |
| 2015-2016             | Benfica Lisbonne B    | Liga Vitalis          | 37          | 2           | -                     | -                     | 1       | 0       | 38    | 2     |
| 2016-2017             | VfL Bochum (prêt)     | 2. Bundesliga         | 1           | 0           | 0                     | 0                     | -       | -       | 1     | 0     |
| Sous-total            | Sous-total            | Sous-total            | 67          | 3           | 0                     | 0                     | 1       | 0       | 68    | 3     |
| Total sur la carrière | Total sur la carrière | Total sur la carrière | 101         | 4           | 2                     | 0                     | 1       | 0       | 104   | 4     |